# Сидорина, Татьяна Юрьевна
Татья́на Ю́рьевна Сидо́рина — российский учёный, исследователь в области социальной философии, философии культуры, социальной политики. Профессор (2002), доктор философских наук (1999).

## Биография
Родилась в Москве, в семье московской интеллигенции. Отец, Юрий Алексеевич Сидорин — преподаватель Московского полиграфического института (после объединения МГПУ им. Ивана Фёдорова с МАМИ — Московский Политех), автор учебников и пособий в области полиграфии; мать Любовь Михайловна Сидорина — музыкант, преподаватель фортепиано, преподавала в ДМШ им. Бетховена и МГЗПИ (ныне МГГУ им. Шолохова).
Т. Ю. Сидорина окончила МГУ им. М. В. Ломоносова, физический факультет (1983), аспирантуру МГУ и докторантуру Российского государственного гуманитарного университета. В 1983 году окончила Рязанское музыкальное училище им. Г. и А. Пироговых (фортепианное отделение). С 1995 года работает в Национальном исследовательском университете «Высшая школа экономики» (профессор-исследователь Школы философии Факультета гуманитарных наук). С 2000 по 2010 год — профессор продюсерского факультета РАМ им. Гнесиных. Член редколлегии журнала «Мир России» (с 2000 по 2010 — заместитель главного редактора), журнала «Институциональные исследования», член правления СоПСо (Сообщество профессиональных социологов). С 2017 года — почетный профессор Абхазского государственного университета, Абхазской академии наук.

## Научная деятельность
После окончания физического факультета Московского государственного университета им. М.В. Ломоносова Т.Ю. Сидорина поступила в аспирантуру кафедры философии для естественных факультетов МГУ и защитила кандидатскую диссертацию по теме «Особенности форм организации теоретического знания в физике». В докторантуре Российского государственного гуманитарного университета, Т.Ю. Сидорина обращается к проблематике социокультурного кризиса рубежа XIX-XX вв. Докторская диссертация Т.Ю. Сидориной посвящена философской и гуманитарной проблематике Римского клуба в контексте эволюции кризисного сознания. 

### Философия культуры
В работах 1999-2003 гг. Т.Ю. Сидорина продолжает исследование феномена кризиса западноевропейской культуры в контексте философии кризиса как одного из значительных направлений философии XX в. Этой тематике посвящены монографии («Кризис XX века: прогнозы русских мыслителей», «Парадоксы кризисного сознания») и учебное пособие «Философия кризиса», вышедшее в 2003 г. в издательстве «Флинта-Наука». Эта работа получила признание среди специалистов и широкой читательской аудитории. В книге рассматриваются истоки и особенности социокультурного кризиса рубежа XIX–XX вв., подходы к оценке причин и природы этого значительного социокультурного явления западными и отечественными мыслителями. Автором предпринята попытка представить кризис культуры во всех аспектах его проявления, полноте его социокультурной значимости. Рецензия А.В. Михайловского на эту работу опубликована в журнале «Вопросы философии». 
В 2018 г. вышла монография «Культурные трансформации ХХ столетия: кризис культуры в оценке западноевропейских и отечественных мыслителей», представляющая второе издание «Философии кризиса», в котором автор сосредоточивается на тематике культурных трансформаций, распространяя анализ на философские и социологические концепции рубежа XX-XXI вв.

#### Социальная политика
В 2000-е годы Т.Ю. Сидорина обращается к изучению истории и теории социальной политики. В 2004 г. в соавторстве с С.Н. Смирновым выходит учебник «Социальная политика» (награжден сертификатом НКСУМ), в 2005 г. выходит монография «Два века социальной политики», в 2008 г. монография «Феномен свободы в условиях глобализации» (в соавт. с Т.Л. Полянниковым и В.П. Филатовым), в которой социальной политике посвящены значительные по объему разделы. В 2013 г. выходит монография «Государство всеобщего благосостояния: от утопии к кризису». Эти работы с полным правом могут быть признаны пионерскими, что подтверждают и многочисленные рецензии, в том числе рецензия руководителя Независимого института социальной политики – Л.Н. Овчаровой. Т.Ю. Сидорина представила развернутую ретроспективу и анализ становления социальной политики как одного из важнейших направлений внутренней политики государства, как развития и воплощения в жизнь идей мыслителей, авторов утопических социальных проектов. 
В 2018 году вышло научно-популярное издание «Государство всеобщего благосостояния».
В книге в популярной форме представлена история и теоретические истоки возникновения и развития одного из важнейших социальных феноменов ХХ столетия – государства всеобщего благосостояния. Автор обращается к эволюции теории государства благосостояния, подходам к типологии, оценке социальной политики в рамках теории государства благосостояния разных стран мира. Рассмотрены предшествовавшие концепции: идеального государства, общественного идеала, социальные утопии, предлагавшие модели оптимальной организации общества; а также вопрос об ограничениях модели государства всеобщего благосостояния, ее кризисе и возможных перспективах. 

##### Философия труда
В настоящее время Т.Ю. Сидорина работает над проблематикой философии труда, которая во многом сочетает социально-философские, социально-теоретические и культур-философские интересы исследователя. За время работы в НИУ ВШЭ Т.Ю. Сидорина обращалась к разным сторонам исследования феномена «труд», в том числе был разработан и прочитан курс «Социология труда и занятости», опубликованы статьи в ведущих российских журналах (Общественные науки и современность, Вопросы философии, Отечественные записки, Terraeconomicus, Свободная мысль и др.), проведены исследования в рамках проектов при поддержке Российского гуманитарного научного фонда. Результаты исследований представлены на Международных научных форумах, в частности на 3-м Форуме Международной социологической ассоциации в Вене (Австрия) в июле 2016 г.
В 2014 г. опубликована монография «Цивилизация труда» – новаторское произведение в области философии труда, которая со времен социальных трансформаций в России практически не развивалась. Это фундаментальное исследование эволюции восприятия труда в истории. Книга пронизана неизбежной амбивалентностью в оценке трудовой деятельности. Автор рассматривает эволюцию понятия «труд» на протяжении истории человечества, в ходе которой отношение к труду менялось от неприятия, презрительного отношения,  к почтению и восхищению, и, наконец, в конце XX в. исследователи начинают говорить о «конце труда в его классическом понимании». 
В эпоху индустриального производства труд определял образ жизни человека. В своих работах Т.Ю. Сидорина задается вопросами: Сохраняет ли труд былую значимость? Остается ли жизнь современного человека по-прежнему трудоцентричной? Что в современных условиях определяет перспективы трудового участия человека? Чем можно восполнить широкомасштабное освобождение в сфере труда и производства?
Книга Т.Ю. Сидориной – это интеллектуальный результат многолетних исследований тех сторон труда, которые в совокупности представляют его «проклятье»; без этого знания сложно оценивать не только специфику трудовых отношений, свойственных постиндустриальному обществу, но и такие относительно новые явления в этой сфере как, например, прекаризация занятости и дауншифтинг. Эта книга – впервые созданный компендиум многовековых философских и социологических рассуждений о природе труда, рожденных в переломные моменты развития человечества. Книга Т.Ю. Сидориной интересна как свидетельство живого и подчеркнуто личностного отношения автора к предмету исследования. Философской доминантой книги является её заключительная глава и подход автора к вопросу о труде в контексте смысла жизни.
Рецензия В.Н. Лексина на монографию «Цивилизация труда» опубликована в № 1 журнала «Вопросы философии» в 2017 г.
В 2018 г. опубликована монография «Жизнь без труда или труд во спасение?» (2018), в которой Т.Ю. Сидорина отразила изменения, происходящие в восприятии труда в 2010-е годы.

## Педагогическая деятельность
Т.Ю. Сидорина – автор и ответственный редактор учебников и учебных пособий. В 2017 г. вышло 6-е издание учебника «Философия», ответственными редакторами которого Т.Ю. Сидорина является совместно с В.Д. Губиным. Учебник «История мировой философии» / Под ред. В.Д. Губина и Т.Ю. Сидориной вышел в серии «Лучшие российские учебники» в издательстве «АСТ-Астрель» в 2006 г.
Среди авторских курсов Т. Ю. Сидориной:
- Теория культуры
- Философия техники
- Проблема кризиса европейской культуры в философии XX века
- Философия и социология музыки
- История западноевропейской музыки: от Баха до Шенберга. Опыт философского анализа и ассоциативного восприятия
- Социальная политика и управление
- Основы социальной политики
- Государство всеобщего благосостояния: зарубежные модели социальной политики

В 2018 г. Т.Ю. Сидорина прочитала цикл лекций по музыкальной культуре Франции в рамках фронтального курса «Интеллектуальная и культурная история Франции» на Факультете гуманитарных наук НИУ ВШЭ. 

## Проекты в области культуры

### I. Проект, посвящённый памяти российских музыкантов и педагогов
1.1. Концерт памяти композитора Бориса Чайковского (12 апреля 2012).
Видеозапись концерта:
Часть 1
Часть 2
Часть 3
Часть 4
Часть 5
Часть 6
1.2. Уроки Льва Оборина (6 февраля 2013)
1.3. Уроки Любови Сидориной (17 мая 2013)
1.4. Уроки Любови Сидориной (31 мая 2014)
Видеозапись концерта:
Часть 1
Часть 2
Часть 3
Часть 4
Часть 5
Часть 6
1.5. Уроки Любови Сидориной (29 мая 2015)
Видеозапись концерта:
Часть 1
Часть 2

#### II. Проект, посвященный памяти музыканта и педагога Любови Михайловны Сидориной
2.1. Концерт (17 мая 2013)
2.2. (31 мая 2014)
Видеозапись концерта: Часть 1, Часть 2, Часть 3, Часть 4, Часть 5, Часть 6
2.3. Концерт (29 мая 2015)
                          Видеозапись концерта: Часть 1, Часть 2
2.4. Концерт (2016)
                          Видеозапись концерта
2.5. Музыкальный фестиваль Школы философии Факультета гуманитарных наук (посвящение памяти Любови Михайловны Сидориной – место встречи выпускников Школы философии). В рамках проектов НИУ ВШЭ «Спасибо, Вышка»  и «Университет, открытый городу»
Анонс фестиваля https://spasibo.hse.ru/fh_music
Видеозапись концерта

###### II.Проект «Фортепианные вечера в Высшей школе экономики»
1.1. Сергей Арцибашев (фортепиано) (15 мая 2013)
Рецензия на концерт 15 мая 2013 г.: http://www.hse.ru/news/recent/82949259.html
1.2. Сергей Каспров (фортепиано) (4 декабря 2013)
1.3. Даниил Капылов (фортепиано) и Марина Карпеченко (сопрано) (9 апреля 2014)
1.4. Лукас Генюшас (фортепиано) (6 февраля 2015)
1.5. Андрей Гугнин (фортепиано) (29 апреля 2015)
1.6. Юрий Мартынов (фортепиано) (18 ноября 2015)
1.8. Никита Мндоянц (фортепиано) (2016)
1.9. Филипп Копачевский (2016)
1.10.  Юрий Фаворин (фортепиано) (18 марта 2017)
 Дайджест концерта: https://phil.hse.ru/news/207083900.html
1.11. Алексей Любимов (фортепиано) (18 октября 2017) 
1.11. Алексей Любимов (19 октября 2017) 
1.12. Михаил Турпанов (17 апреля 2018) 
1.13. Николай Хозяинов (26 сентября 2018)
1.14. Дмитрий Шишкин (23 января 2018)

### Монографии
1. «Человечество между гибелью и процветанием». М.: Мир книги, 1997.
2. «Современные проблемы философии: дискуссии о кризисе культуры западно-европейских и русских мыслителей». М.: Мир книги, 1997. Брошюра.
3. «Work and Welfare in the New Russia. Aldershot, 2000». Монография. (Главы: Project Methodology. — в соавт. с О. И. Шкаратаном, Н. Е. Тихоновой. Social Policy Actors (p. 159—205). — в соавт. с О. И. Шкаратаном. Russian Debates on Social and Employment Policy (p. 206—256).
4. «Кризис XX в.: прогнозы русских мыслителей». М.: ГУ ВШЭ, 2001.
5. «Философия и социальные науки в университетах России» / Под ред. Т. Ю. Сидориной. М.: ГУ-ВШЭ, 2002. Сборник докладов.
6. «Парадоксы кризисного сознания». М.: Издательский центр РГГУ, 2002.
7. «Государственная социальная политика и стратегии выживания домохозяйств» / Н. Давыдова, Н. Мэннинг, Т. Сидорина и др. М.: ГУ-ВШЭ, 2003. Коллективная монография.
8. «Два века социальной политики». М.: Издательский центр РГГУ, 2005.
9. «Феномен свободы в условиях глобализации» (в соавт. с Т. Л. Полянниковым, В. П. Филатовым). М.: Издательский центр РГГУ, 2008.
10. «Потенциал и пути развития филантропии в России» / Под ред. Л. И. Якобсона. М.: Изд. Дом. ГУ ВШЭ, 2010. Монография. (автор главы "Исторический контекст становления и развития филантропии в зарубежных странах. 1 п.л.)
11. Нова ли Новая Россия / Под общ. ред.: О. И. Шкаратан, Г. А. Ястребов. М. : Университетская книга, 2016. (автор главы «Российское общество в зеркале современных научных теорий мирового развития» Гл. 1. С. 26-52).
12. Жизнь без труда или труд во спасение? СПб.: Алетейя, 2018.
13. Культурные трансформации ХХ столетия: кризис культуры в оценке западноевропейских и отечественных мыслителей. М.: Проспект, 2018
14. Государство всеобщего благосостояния. СПб.: Нестор-история, 2018.
15. Sidorina T. Globalization and the neo-liberal trend jeopardizes basic social institutions, in: Democracy, Power and Territories. FrancoAngeli, 2018. Ch. 5. P. 87-102.

#### Учебники и учебные пособия
1. «Философия кризиса». М.: Флинта-Наука, 2003.
2. «Социальная политика». М.: ГУ ВШЭ, 2004. (в соавт. с С. Н. Смирновым).
3. «Национализм: теория и политическая история». М.: ГУ ВШЭ, 2006. (в соавт. с Т. Л. Полянниковым).
4. «История мировой философии» / Отв. ред. В. Д. Губин, Т. Ю. Сидорина. М.: АСТ-Астрель, 2006. (коллектив авторов, ответственный редактор, автор глав)
5. «История и теория социальной политики». М.: Издательский центр РГГУ, 2010. (2012 — второе издание)
6. «Философия» / Отв. ред. В. Д. Губин, Т. Ю. Сидорина. М.: ГЕОТАР-Медиа, 2017. (учебник для вузов, коллектив авторов, 5 изданий, ответственный редактор, автор глав) (1996, 2017 — шестое издание).

##### Статьи
1. Сидорина Т. Ю., Глебов О. А., Сидельников И. А. Автоматизация и искусственный интеллект в трудовых практиках // Журнал исследований социальной политики. 2022. Т. 20. № 3. С. 433-444.
2. Сидорина Т. Ю., Заболотин М. Э. За пределами социального государства: от благосостояния к минимализму базового // Вопросы философии. 2022. № 5. С. 15-24.
3. Sidorina T. “The Collapse of Empires” in music of the twentieth century: France–Russia, Maurice Ravel–Igor Stravinsky // Studies in East European Thought. 2022
4. Сидорина Т. Ю. Русский язык как основа музыкальной культуры России в контексте философско-эстетического дискурса (обзор) // Философические письма. Русско-европейский диалог. 2019. № 5. С. 161-168.
5. Сидорина Т. Ю. Вызовы современной эпохи и перспективы государства всеобщего благосостояния // Свободная мысль. 2018. № 4 . С. 78-95.
6. Место и роль России в системе трендов мирового развития // В кн.: XVII Апрельская международная научная конференция по проблемам развития экономики и общества: в 4 кн. / Отв. ред.: Е. Г. Ясин. Кн. 4. М. : Издательский дом НИУ ВШЭ, 2017. С. 91-99.
7. Новый мир – новые трудовые практики – новые акторы на рынке труда // Свободная мысль. 2017. № 6. С. 77-94.
8. Революция и ее выражение в симфонической музыке: Н. Мясковский и Д. Шостакович // Вопросы философии. 2017. № 12. С. 55-53. (в соавт. С И.В. Карпинским)
9. Российское общество в контексте тенденций мирового общественного развития // Мир России: Социология, этнология. 2017. № 2. С. 128-153.
10. Труд: его кризис и будущее в контексте трендов мирового цивилизационного развития // Общественные науки и современность. 2016. № 3. С. 22-33.
11. «Homo faber» как символ эпохи труда // Вопросы философии. 2015. № 3.
12. Множественность подходов к типологии государства всеобщего благосостояния // Вопросы экономики. 2014. № 8.
13. Истоки политики социального государства в теории общественного договора (Ж.-Ж. Руссо, Т. Гоббс и другие // Гуманитарные исследования в Восточной Сибири и на Дальнем Востоке. 2014. № 3 (29).
14. Особенности человеческой деятельности в современную эпоху. Чем занять человека? // Общественные науки и современность. 2014. № 3.
15. Вопрос о труде и смысле жизни // Вопросы философии. 2013. № 11.
16. Welfare State как точка отсчета: место государства всеобщего благосостояния в социальной истории // Вопросы философии. 2012. № 11.
17. Социальное иждивенчество — оборотная сторона благоденствия // Отечественные записки. 2011. № 5. (в соавт. с О. В. Тимченко).
18. Феномен благотворительности и моральное самосознание // Вопросы философии. 2011. № 2.
19. Институты самоорганизации граждан и развитие теории государства всеобщего благосостояния // Общественные науки и современность. 2010. № 5.
20. Партнерство государства и институтов самоорганизации граждан в реализации социальной политики (теоретический аспект) // Terra Economicus. Экономический вестник Ростовского государственного университета. 2010. № 1.
21. Истоки кризиса либерализма по-российски // Свободная мысль. 2008. № 1 (1584).
22. Социальная политика в обществе вертикального контракта // Мир России. 2007. № 2.
23. Человек и его работа: из прошлого в информационную эпоху // Общественные науки и современность. 2007. № 6.
24. Социальный контракт и гражданское общество в исторической перспективе и современных российских реалиях // Экономический вестник Ростовского государственного университета. 2007. № 2.
25. Социальная теория — коридор развития социальной политики // Общественные науки и современность. 2006. № 4.
26. Социальная политика: опыт философской интерпретации // Вопросы философии. 2005. № 12.
27. Социальная политика между экономикой и социологией // Общественные науки и современность. 2005. № 6.
28. Структура российского общества: вызовы социальной политике // Мир России. 2005. № 4.
29. Вызовы современной эпохи и перспективы государства всеобщего благосостояния // Свободная мысль. 2018. № 4 . С. 78-95.

## Награды, гранты
- Победитель и лауреат ряда конкурсов, грантов НФПК, РГНФ, ГУ-ВШЭ
- Почетная грамота Высшей школы экономики (ноябрь 2007)
- Благодарность Министерства образования Российской Федерации (ноябрь 2002)
- Медаль "Признание - 20 лет успешной работы" НИУ ВШЭ (январь 2018)
- Гранты: 2021. Кризис и его преодоление. Социальные солидарности и их роль в адаптации к экстремальным условиям пандемии (на примере России). При поддержке РФФИ. 2021. Исполнитель проекта 2023-2024 гг. «Рефлексия о технике в русской философии культуры XX-XXI века как ответ на антропологический кризис и технократический императив современности» при поддержке Российского научного фонда, исполнитель  2023-2024 гг. «Разработка Индекса основных понятий (Index rerum) философии техники от Э. Каппа до современных теорий СТС» при поддержке Факультета гуманитарных наук НИУ ВШЭ, исполнитель  2023 -2023 г. Стратегический проект «Цифровая трансформация: технологии, эффекты, эффективность», исполнитель.